# Butwal
Butwal is een stad in het westen van Nepal, en tevens de hoofdplaats van het district Rupandehi. De stad ligt in Terai, aan de voet van de Himalaya op een hoogte van 127-665 m. 
Butwal ligt ongeveer 240 km ten westen van Kathmandu op de kruising van twee belangrijke rijkswegen, de Siddhartha Rajmarg van India naar Pokhara en de Mahendra Rajmarg, de grote oost-westverbinding. Butwal ligt aan de oevers van de rivier de Tinau. 